# Vetulocystidae
Vetulocystidae es la única familia de equinodermos del taxón Vetulocystida, el cual es un grupo de deuteróstomos extintos de posición filogenética incierta. Vetulocystidae está conformada por los géneros Vetulocystis, Dianchicystis y Thylacocercus.

## Características
El cuerpo consiste en una sección voluminosa con forma tecal (similar a la forma exterior de los pterobranquios), en donde se encuentran dos estructuras conoidales (anterior y posterior) y un órgano respiratorio lenticular; y otra sección pequeña unida al sustrato.
Se cree que la estructura conoidal anterior constituía la boca, debido a su similitud con otros equinodermos primitivos (como los estilóforos y blastoideos); mientras que la estructura posterior (similar a la de los cistoideos y eocrinoideos) cumplía las funciones de ano y gonoporo. Además, y a diferencia de muchos otros equinodermos, estos animales carecían de un esqueleto calcificado.

## Paleoecología
Probablemente eran sésiles, aunque es posible que la parte unida al sustrato produjera un lento desplazamiento. Se alimentaban por filtración.

## Filogenia
A pesar de compartir ciertas características superficiales con otros taxones (como Urochordata), se cree que Vetulocystida pertenece al grupo troncal de Echinodermata; y que además, está relacionado con el taxón Vetulicolia. En base a esto, Vetulocystida representaría la transición del plan corporal de los vetulícolas a uno propio de los equinodermos.
Estudios sugieren las siguientes relaciones filogenéticas:

|               | Vetulocystida (Vetulocystidae)                                   |
|               |                                                                  |
| Echinodermata | \| \| Homalozoa \| \| \| \| \| \| Otros equinodermos \| \| \| \| |
|               | \| \| Homalozoa \| \| \| \| \| \| Otros equinodermos \| \| \| \| |
|               | Homalozoa                                                        |
|               |                                                                  |
|               | Otros equinodermos                                               |
|               |                                                                  |

|  | Homalozoa          |
|  |                    |
|  | Otros equinodermos |
|  |                    |

|               | Vetulocystida (Vetulocystidae)                                   |
|               |                                                                  |
| Echinodermata | \| \| Homalozoa \| \| \| \| \| \| Otros equinodermos \| \| \| \| |
|               | \| \| Homalozoa \| \| \| \| \| \| Otros equinodermos \| \| \| \| |
|               | Homalozoa                                                        |
|               |                                                                  |
|               | Otros equinodermos                                               |
|               |                                                                  |

|  | Homalozoa          |
|  |                    |
|  | Otros equinodermos |
|  |                    |

Sin embargo, estudios posteriores dan como resultado la siguiente filogenia:

|  | Saccorhytida                                                                   |
|  |                                                                                |
|  | \| \| Vetulocystida (Vetulocystidae) \| \| \| \| \| \| Vetulicolia \| \| \| \| |
|  |                                                                                |
|  | Vetulocystida (Vetulocystidae)                                                 |
|  |                                                                                |
|  | Vetulicolia                                                                    |
|  |                                                                                |

|  | Vetulocystida (Vetulocystidae) |
|  |                                |
|  | Vetulicolia                    |
|  |                                |

|  | Saccorhytida                                                                   |
|  |                                                                                |
|  | \| \| Vetulocystida (Vetulocystidae) \| \| \| \| \| \| Vetulicolia \| \| \| \| |
|  |                                                                                |
|  | Vetulocystida (Vetulocystidae)                                                 |
|  |                                                                                |
|  | Vetulicolia                                                                    |
|  |                                                                                |

|  | Vetulocystida (Vetulocystidae) |
|  |                                |
|  | Vetulicolia                    |
|  |                                |

Ambos casos implican una estrecha relación con los vetulícolas, la cual está sustentada en similitudes fisiológicas y análisis filogenéticos.